# نيكلاس كيركلوك
نيكلاس كيركلوك (بالدنماركية: Niclas Kirkeløkke)‏ مواليد 26 مارس 1994 في أودنسه، هو لاعب كرة يد دانمركي يلعب كظهير أيمن. يلعب حاليا مع نادي جوج لكرة اليد ويحمل الرقم 3. مثل منتخب الدنمارك لكرة اليد. فاز ببطولة العالم للشباب في 2013.

## روابط خارجية
- نيكلاس كيركلوك على موقع الاتحاد الدولي لكرة اليد (الإنجليزية)
- نيكلاس كيركلوك على موقع الاتحاد الأوروبي لكرة اليد (الإنجليزية)